# Juan de Padilla, el Cartujano

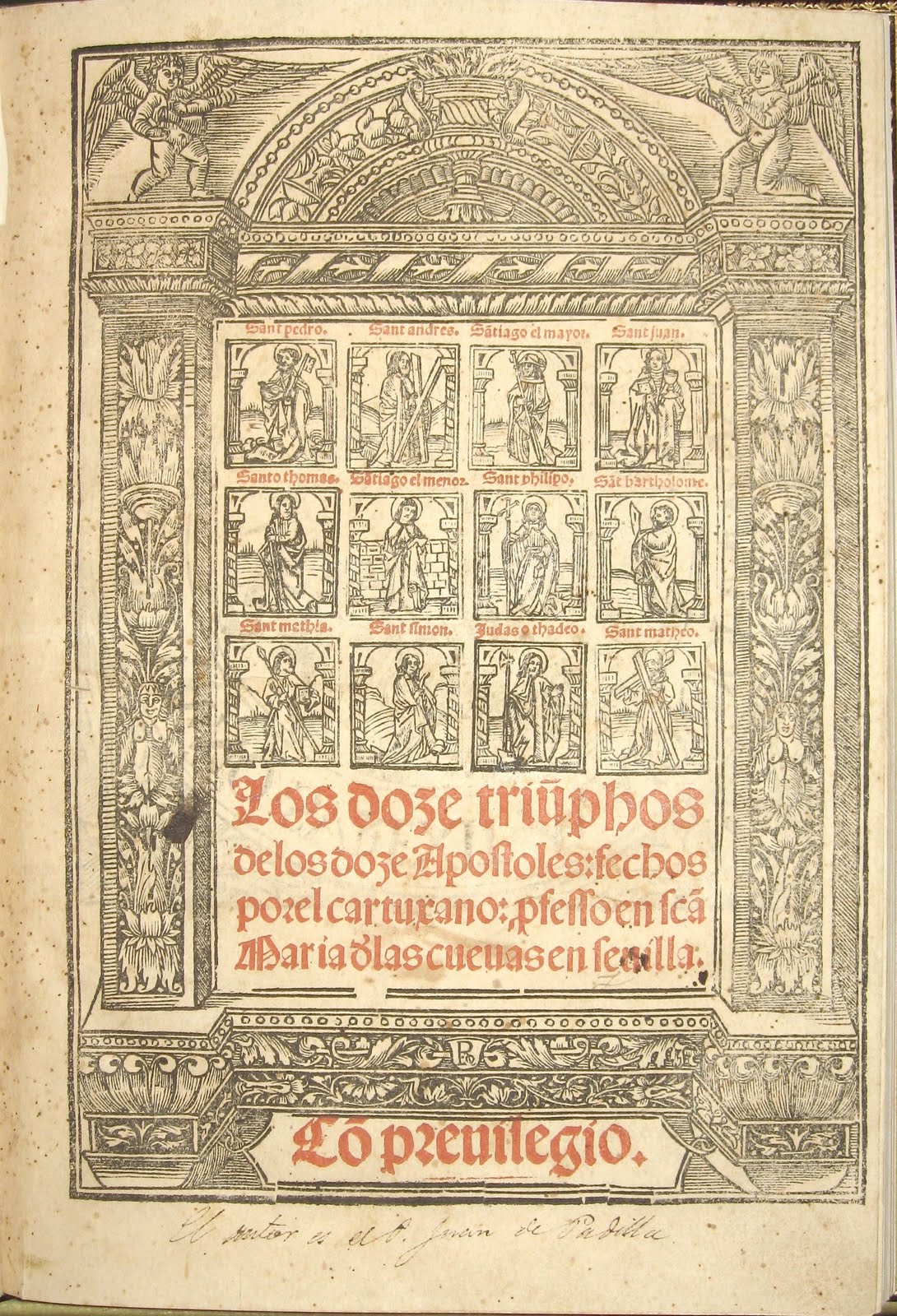
Portada de Los doze triûphos de los doze Apóstoles: fechos por el cartuxano, Sevilla, por Juan Varela, 1521.

Juan de Padilla, el Cartujano (Sevilla, 1468-Cartuja de Santa María de las Cuevas, Sevilla, 1520) fue un monje cartujo y escritor español, poeta perteneciente a la Escuela alegórico-dantesca del Prerrenacimiento.

## Biografía
Monje profeso en la Cartuja de Santa María de las Cuevas de Sevilla, en la que llegó a ejercer funciones de gobierno, antes de entrar en religión había cultivado las letras profanas y estudiado las fábulas mitológicas, según su propia confesión en unos versos de su Retablo de la vida de Cristo. Su Laberinto del marqués de Cádiz Ponce de León (Sevilla, 1493), publicado antes de su ingreso en la Cartuja, se consideraba obra perdida hasta que en fecha reciente, el único incunable que ha llegado hasta nosotros se localizó en la biblioteca universitaria de Innsbruck (Austria). Marcelino Menéndez y Pelayo, así, solo tuvo referencia nominal de esta obra y no pudo estudiarla. Es un poema en dodecasílabos y 156 coplas de arte mayor sobre las hazañas del caballero Rodrigo Ponce de León en la Guerra de Granada, y ha sido editado modernamente en 2017.
De su obra poética restan dos extensas composiciones en dodecasílabos en coplas de arte mayor al modo de Juan de Mena: el Retablo de la vida de Cristo, que tenía terminado al parecer en 1500, aunque la primera edición por Jacobo Cromberger en Sevilla es posible fijarla en 1505, con numerosas ediciones posteriores todavía dentro del siglo xvi en Alcalá de Henares, Toledo, Valladolid y Sevilla, y Los doce triunfos de los doce apóstoles, editados en Sevilla en 1521 por Juan Varela de Salamanca, única edición conocida hasta la publicada en Londres en 1841 por el canónigo y bibliófilo emigrado liberal español Miguel del Riego, hermano de Rafael del Riego, a partir de un ejemplar de la primera edición localizado por él en el Museo Británico. Firmó ambas obras simplemente como el Cartujano, al modo de otros miembros de su orden como Ludolfo de Sajonia, cuya obra dedicada a la vida de Cristo indudablemente conocía Padilla y le sirvió de inspiración, pero manifestó su nombre y apellido en un acróstico de dobles letras al final del Retablo de la vida de Cristo:

DON religioso la regla me puso,
JUrado con voto canónico puro;
ANte su vista me hallo seguro
DE la tormenta del mundo confuso.
PArece por ende mi nombre recluso,
DIgno lector, si lo vas inquiriendo;
LLAma, si quieres, mi nombre diciendo:
Monje Cartujo la obra compuso.

A diferencia del Retablo de la vida de Cristo, puramente narrativo y ajustado al relato evangélico, en el que predomina la intención didáctica en línea con la devotio moderna, Los doce triunfos de los doce apóstoles, de mayor calidad literaria, forman una composición alegórica cuya intención, explicada por el autor en el argumento de la obra, es narrar los «hechos maravillosos» de los doce apóstoles siguiendo el curso del año, dividido conforme a los doce signos del zodiaco por los que discurre el Sol, por el que se entiende a Cristo. A esos iniciales elementos astrológicos, en los que cada apóstol se asocia a una constelación, se agregan otros de carácter cosmológico y geográfico, siguiendo los desplazamientos de los apóstoles, y el autor visita el Purgatorio y el Infierno guiado por san Pablo. Es en esos pasajes donde es mayor la imitación de Dante Alighieri, de quien, según Menéndez y Pelayo, habría sido uno de «los más felices imitadores». Solo se imprimió una vez (Sevilla, 1521), como un testimonio tardío de la escuela alegórico-dantesca del prerrenacimiento poético español del siglo XV. Pero resulta un poema narrativo lleno de sorpresas que le dan no poca amenidad: aquí y allá se encuentran embebidos en la obra materiales de relleno como los nobles linajes de España, sus reyes, ciudades, lugares, momentos y hechos históricos (incluyendo el descubrimiento de América por Cristóbal Colón), etcétera. Así lo describe Marcelino Menéndez y Pelayo:

Uno de los secretos que robó al excelso poeta florentino, fue el de mantener despierta la atención del lector con alusiones a lo que debía de serle más familiar, a los negocios, tráfagos y solaces de cada día, con indicaciones topográficas precisas: la feria de Medina; la tabla de Barcelona; el potro de Córdoba; la sima de Cabra; el aquelarre de las hechiceras de Durango; la lonja de los Ginoveses en Sevilla; la calle de Armas, donde se hurtaban los arneses antes de que se abriese la puerta de Goles… la venta de la Zarzuela y el coto de Guadalhorce… la cuesta de la plata de Valladolid; ... la aldehuela de tierra de Zafra, famosa por el gigante Juanico, "las hornillas del hierro labrado de Lipuzca" (Guipúzcoa); la piedra horadada del puerto de San Adrián; la Torre del Oro "cabe el Bético río"; la Atalaya de las Almadrabas; el páramo frío de la Palomera de Ávila; el monte de Torozos y la puente de Guadiato;... el árbol maravilloso de la isla de Hierro... leyendo atentamente el poema, se ve que el Cartujano aspira constantemente al cielo, pero que tiene todavía puestos los ojos en la tierra.

## Ediciones modernas
- El retablo de la vida de Cristo de Juan de Padilla, el cartujano. Estudio y edición crítica por Rocío Rodrigo Ferrer, 2009.
- Los doce triunfos de los doce apóstoles a cura di Enzo Norti Gualdani, Firenze, Casa Editrice d’Anna, 1978.
- Laberinto del marqués de Cádiz Rodrigo Ponce de León (Sevilla: Meinardo Ungut y Estanislao Polono, 1493). Hay edición moderna: El laberinto del duque de Cádiz don Rodrigo Ponce de León, Pedro Manuel Cátedra García y Pedro Martín Baños (editores literarios). Seminario de Estudios Medievales y Renacentistas, 2017.